# Olivier Clerc
Olivier Clerc (1961, Ginebra, viviendo en Francia (Borgoña) desde 1986) es un escritor, docente, y conferencista franco-suizo, traductor de formación (máster de la Universidad de Angers), especialista del perdón y del desarrollo personal, y apasionado de la espiritualidad.
Es el autor de dieciséis libros con traducciones en una docena de lenguas. Redactó por primera vez, a los 21 años sobre el sueño lúcido (Vivir sus sueños, Hélios, 1984), seguido de otro sobre los arcones del aislamiento sensorial y los estados de conciencia modificada (El océano interior, Soleil, 1985).
Ha publicado tres ensayos, sobre medicina (religión y miedo, Jouvence 1998), la violencia (El Tigre y la Araña : ambas caras de la violencia, con prefacio de Charles Rojzman, Jouvence 2004) y el perdón (Se puede todo perdonar ? Eyrolles, 2015).
Sus decenas de metáforas inspiradas, declinadas en cuatro selecciones - La rana que no sabía que estaba siendo cocida (JC Lattès, 2005 ; un best seller traducido a 10 lenguas), Incluso cuando retrocede, el río avance (JC Lattès, 2010), Lâche ton trapèze et attrape le suivant ! (Eyrolles, 2014) y Graines de sens (La Martinière, 2016) - han sido adoptadas por empresarios, partidos políticos, asociaciones, de padies de alumnos y de los enseñantes. Han sido enseñados también en el marco de un Executive Coaching, en la Universidad de Cergy-Pontoise.
Olivier Clerc es igualmente el autor de nueve libros prácticos:
- Le Don du Pardon (ed. Trédaniel, 2010 ; best seller traducido en ocho idiomas), que relata su encuentro con Don Miguel Ruiz, que lo ha traducido y publicado sus primeros libros, y la experiencia fundadora que ha vivido a su lado,
- J'arrête de (me) juger (ed. Eyrolles), best seller, con prefacio de Thierry Janssen.
Ha sido también traductor de numerosos autores de desarrollos personales y de espiritualidad, como : don Miguel Ruiz (sobre todo Les Quatre Accords Toltèques), Deepak Chopra, Neale Donald Walsch, Gregg Braden, Byron Katie, Wayne Dyer, Marianne Williamson, Dan Millman, Stan Grof y numerosos más.
Desde 2012, forma decenas de personas a animar Círculos de Perdón autónomos:  existen más de 120, entre Francia, las Antillas, Polinesia, Nueva Caledonia, Bélgica, Luxemburgo, México, España, isla Mauricio, Suiza y Quebec.
Olivier Clerc es igualmente el creador de las Jornadas del Perdón, un acontecimiento de cuatro días en residencias, que ha reunido de 2012 a 2016 aproximadamente 200 participantes y una veintena de intervinientes internacionales en Val de Consolation, en Doubs (los videos de las ediciones 2015 y 2016 se hallan en el canal Youtube de API).
En 2015, creó la Asociación Perdón Internacional (API) para favorecer el estudio y la práctica del perdón, y en particular el desarrollo de los Círculos de Perdón. Esta asociación cuenta con diez miembros de honor que representan a siete países diferentes y varias vías espirituales, entre los cuales Miguel Ruiz, el Dr Fred Luskin (Universidad de Stanford), Pierre Pradervand, Marina Cantacuzino (fundadora del Forgiveness Project, en Londres), Bassam Aramin y Michal Pundak Sagie (un palestino y una israelí que militan juntos en Parents' Circle, en Jerusalén), Phakyab Rinpoché, un lama tibetano. 
Paralelamente a su actividad de autor, Olivier Clerc anima conferencias, y talleres sobre varios temas (sobre todo el perdón y los acuerdos toltecas), en inglés y en francés.